# Mississippialligator

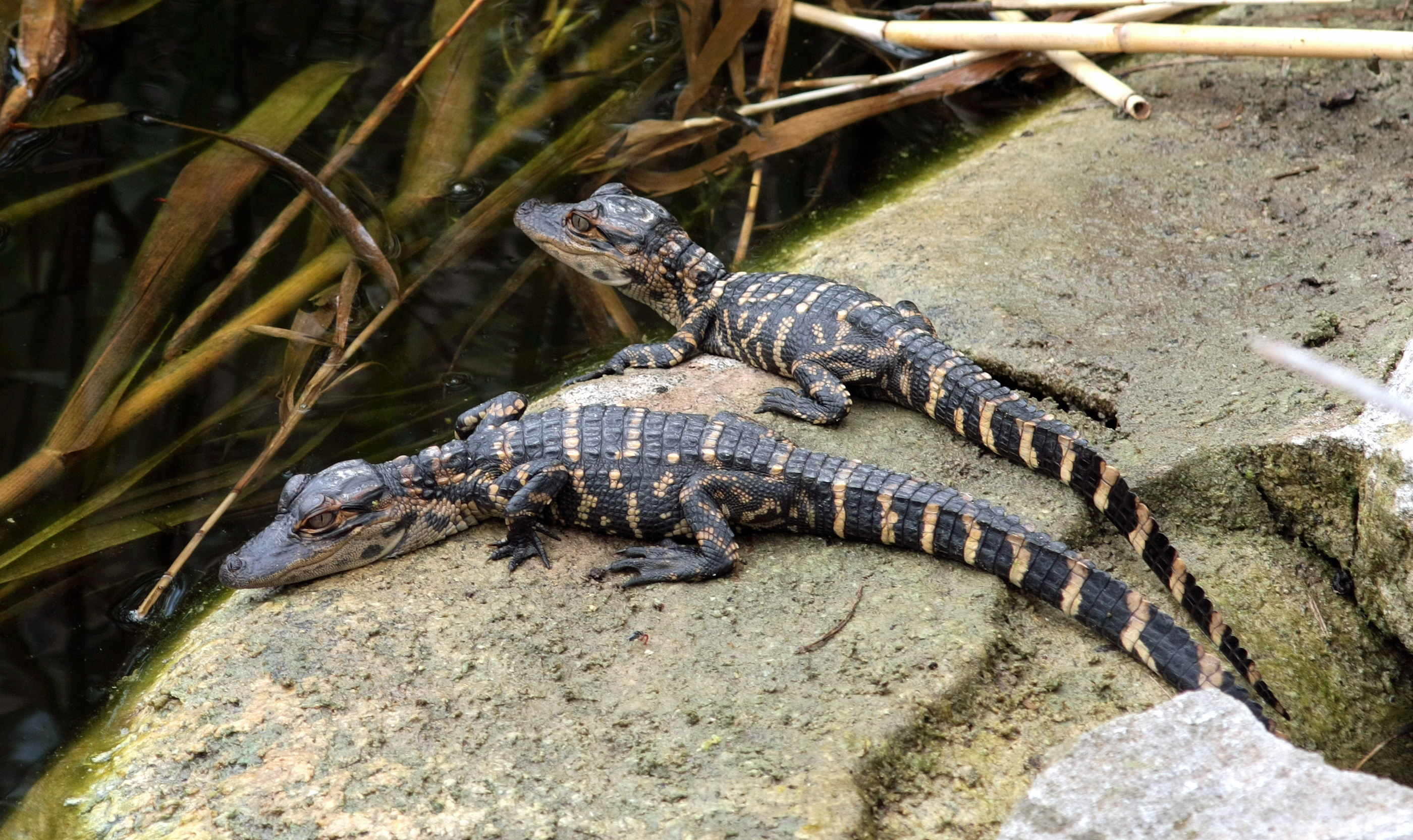
Unga alligatorer

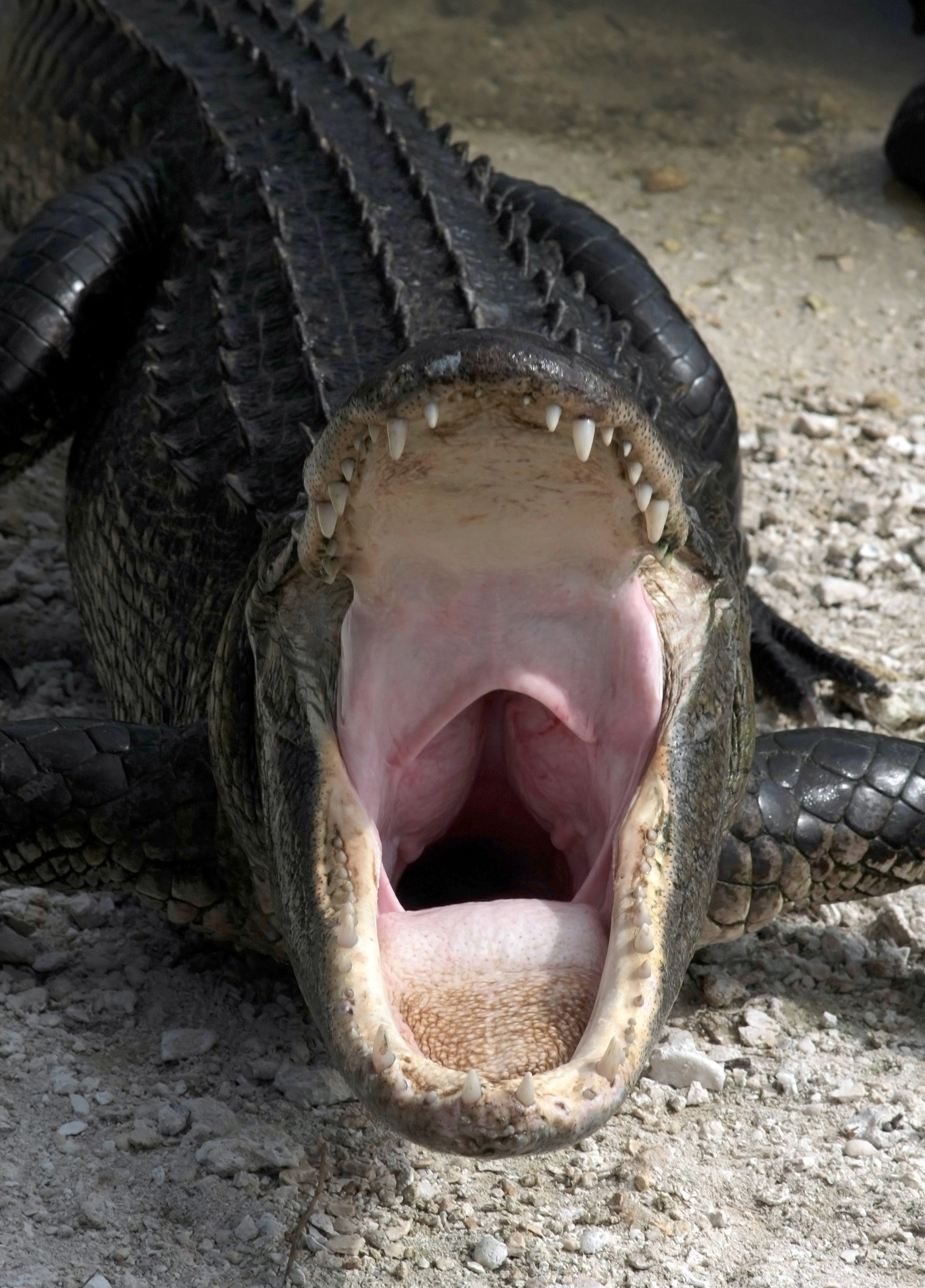
Gäspande alligator

Mississippialligator (Alligator mississippiensis), även kallad amerikansk alligator, är en alligator som lever i träskområden, långsamt rinnande floder och sjöar i sydöstra USA.

## Kännetecken
Mississippialligatorn är den större av de två arterna alligatorer. En fullvuxen hane kan nå en längd på 4-4,4 meter och en fullvuxen hona når en längd på 2,5-3,0 meter. Rapporter om större individer på över 5 meter förekommer men dessa har inte säkert kunnat verifierats. Hannar når ofta en vikt upp till 227 kg och honor blir vanligen upp till 91 kg tunga. Den tyngsta hannen som registrerades i Florida mellan 1977 och 1993 var 473 kg tung och den största honan hade en vikt av 129 kg.
Mississippialligatorn är anpassad för ett liv både i vatten och på land. Den har en kraftig kropp och bred nos och kan ligga stilla så att bara dess näsborrar, ögon och öron syns ovanför vattenytan. Detta gör att den kan känna lukt, se och höra samtidigt som den har resten av kroppen gömd under vattnet så att dess närvaro inte avslöjas för ett eventuellt byte. Kroppen är hos vuxna exemplar svart till olivbrun på ovansidan och mer gulaktig eller vit på undersidan. Den har en muskulös svans som den simmar med och simhud mellan tårna. 
Endast överkäkens tänder är synliga när alligatorns käkar är stängda. Tänderna i underkäken syns inte när alligatorns mun är stängd eftersom dessa tänder passar in i gropar i överkäken. De synliga tänderna är små medan spetskrokodilen i Florida har några större spetsiga tänder synliga vid stängd mun.
En vuxen Mississippialligator har upp till 80 tänder fördelad på över- och underkäken. Tänderna smulas sönder och de faller ut innan de ersätts av nya tänder. Under hela livet kan ett exemplar ha 3000 tänder.

## Utbredning
Mississippialligatorn förekommer i North Carolina, South Carolina, Georgia, Florida, Louisiana, Alabama, Mississippi, Arkansas, Oklahoma och sydligaste Texas. Florida och Louisiana har de största populationerna. Platser som är kända för förekomsten av missisippialligator är exempelvis Okefenokee, ett träskmarksområde som ligger mellan Florida och Georgia, och Everglades nationalpark i Florida.

## Levnadssätt
Eftersom alligatorerna inte kan tugga, gör de en så kallad "dödsrullning" för att slita loss köttstycken från sina byten. På mindre än en halv sekund roterar de bytet 360 grader och får på så vis i sig sin föda. Tack vare alligatorns kraftiga svans kan den simma i en hastighet på upp till 15 km/h eller mer. Genom att inte röra sig i onödan sparar alligatorn energi. Mississippialligatorer är skickliga dykare som kan vänta under vattnet i flera timmar på sitt byte. De tar många olika slags byten, både däggdjur som tvättbjörnar, olika arter av fiskar och vattenfåglar. Större alligatorer tar större byten, som vildsvin och hjortdjur medan mindre och yngre alligatorer livnär sig på mindre byten, som grodor och vårtbitare. Det händer att mississippialligatorn dödar och äter upp tamboskap.[källa behövs]
Mississippialligatorn gynnar genom sina vanor andra djur i utbredningsområdet. När tidigare översvämmade områden torkar ut gräver den vattenpölar. I pölarna hittar fiskar, kräftdjur, ormar, sköldpaddor, fåglar samt andra djur livsviktigt vatten. Några av de nämnda djuren blir däremot föda för alligatorn.
Under vintern stannar arten ofta i en jordhåla. Den kan även överleva i vattnet när lufttemperaturen är lägre än noll grader och när det finns isflak på vattenytan.

## Fortplantning och livslängd
Könsmognaden infaller när individen är cirka två meter lång. Exemplaret är vid tillfället åtta till femton år gammalt. Allmänt utvecklas hanar snabbare och de börjar para sig tidigare än honor. Parningen sker i april eller maj och i juni eller början av juli lägger honan 25 till 60 ägg. De placeras i ett näste av blad och slam som har formen av en liten kulle. Sedan gömmer honan äggen under växtdelar och slam. Äggen bevakas av honan innan de kläcks efter cirka nio veckor.
Ungens kön är beroende av temperaturen i nästet. Syskonskaran har endast honor vid temperaturer mellan 28 och 30° C. Vid 30 till 32° C uppstår honor eller hanar och vid 32 till 34° C är alla ungar hanar. Ungarna kan skrika högljutt innan äggen kläcks och modern öppnar slamskiktet ovanför äggen. Nykläckta ungar är 15 till 25 cm långa. Under de första dagarna bärs ungarna av honan i munnen eller på ryggen. Ungefär 9 procent av ungarna når vuxen ålder. De flesta faller offer för ormar, rovfåglar, tvättbjörnar och full utvecklade artfränder.
I naturen blir några individer 50 år gamla. Exemplar i fångenskap lever ofta 65 till 80 år.

## Göteborgskändis
På Sjöfartsmuseet, Göteborg  och i dess akvarium levde under många år, 1924–1987, "Smilet" som var en amerikansk alligator. En gipsavgjutning av Smilet finns numera på Naturhistoriska museet.